# Enclos paroissial de Plourin-lès-Morlaix
L'enclos paroissial de Plourin-lès-Morlaix est un enclos paroissial situé dans la commune de Plourin-lès-Morlaix (Finistère, Bretagne). Il inclut l'église Notre-Dame et un ossuaire. Le calvaire a été détruit à la révolution, mais les statues sont disposées sur la clôture. L'église est inscrite monument historique en 1932.

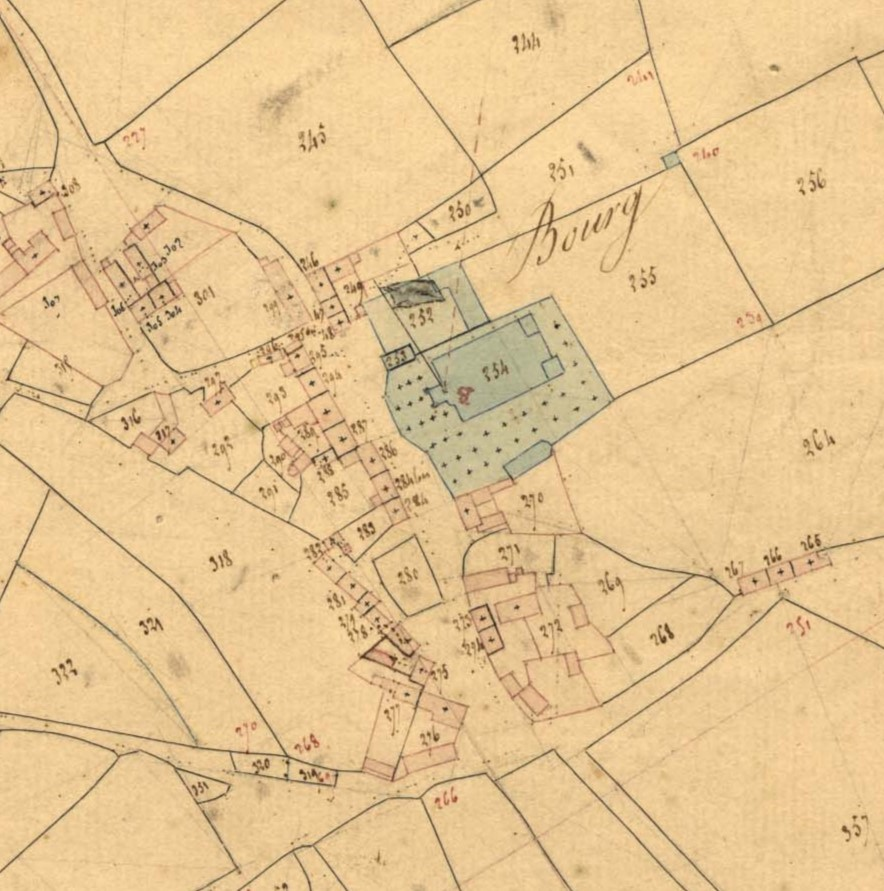
Plan de l'enclos en 1834. L'ossuaire est visible au sud. Un autre bâtiment (253) se trouvait entre l'enclos et le presbytère (252).

## Galerie

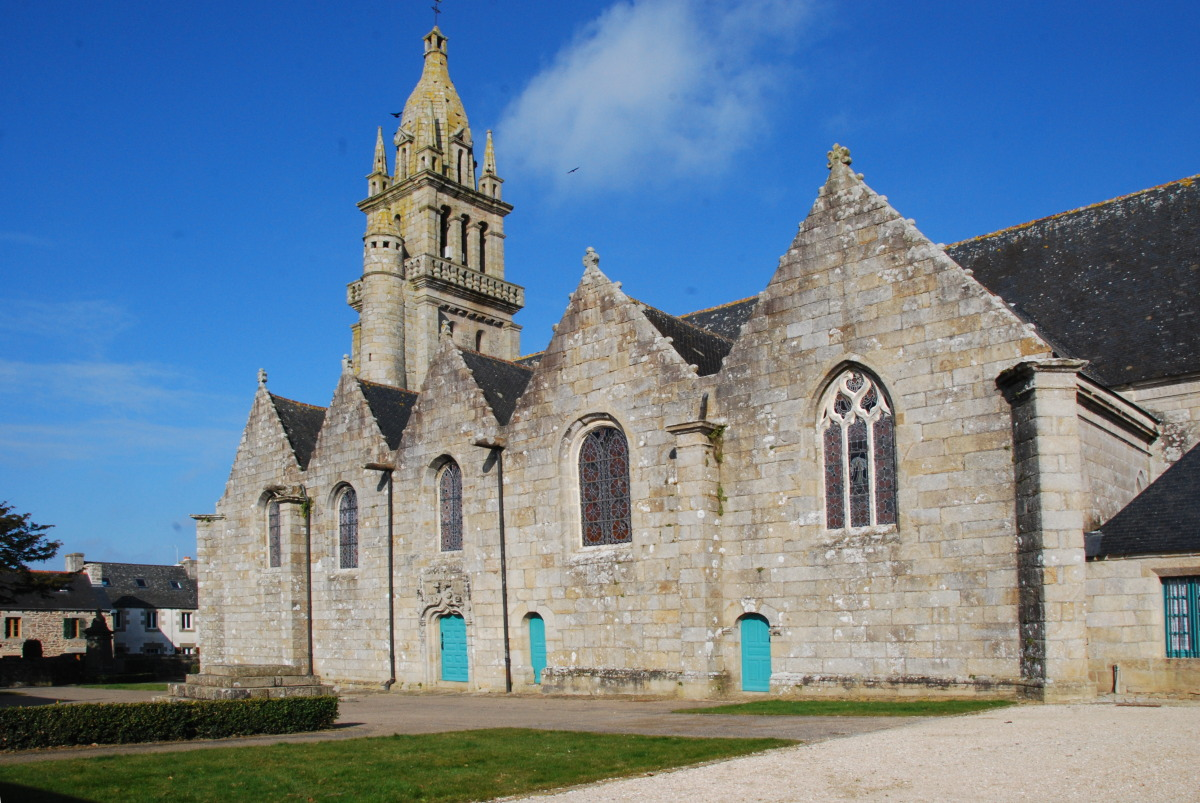
L'église.
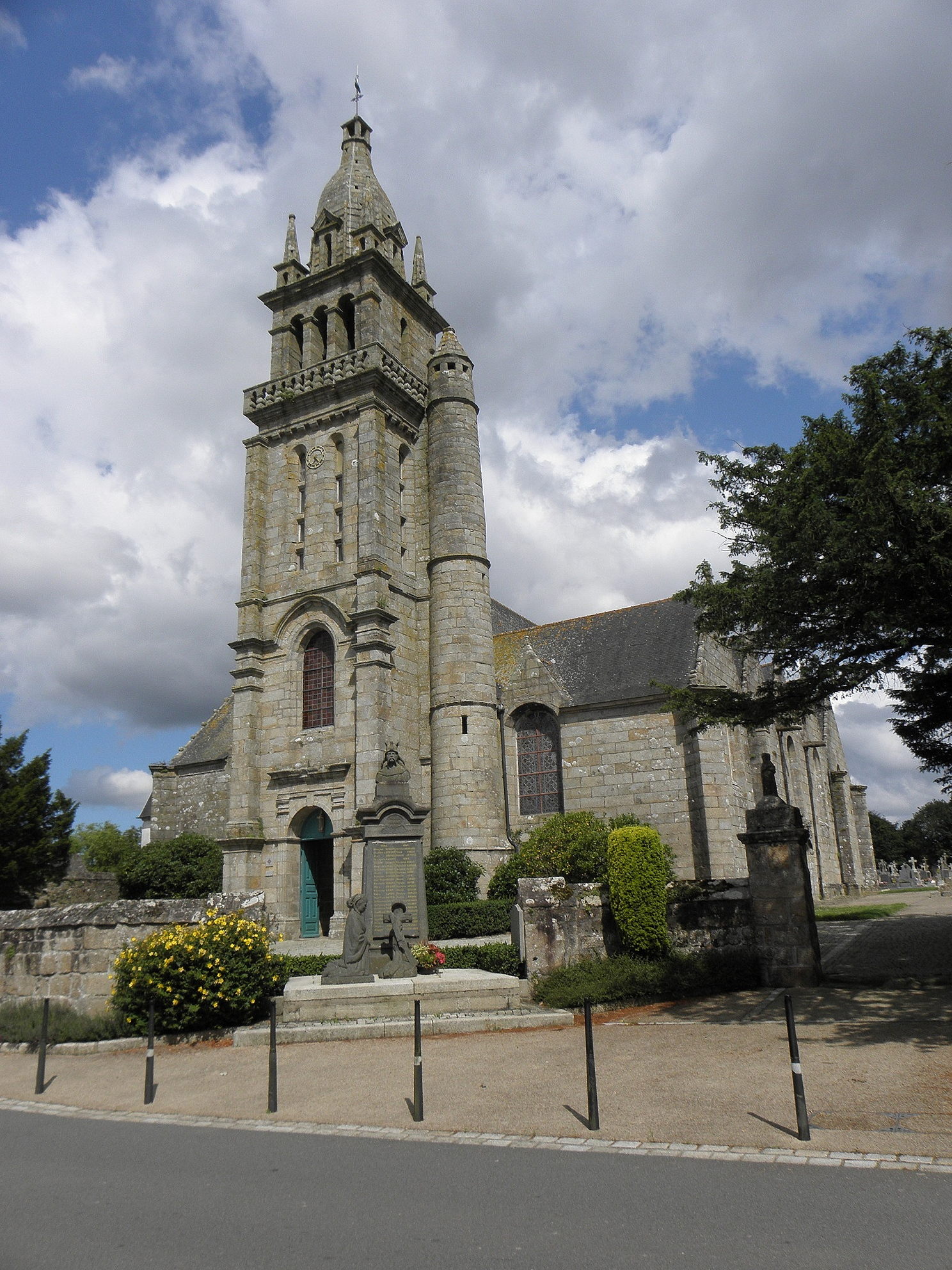
Façade occidentale de l'église.
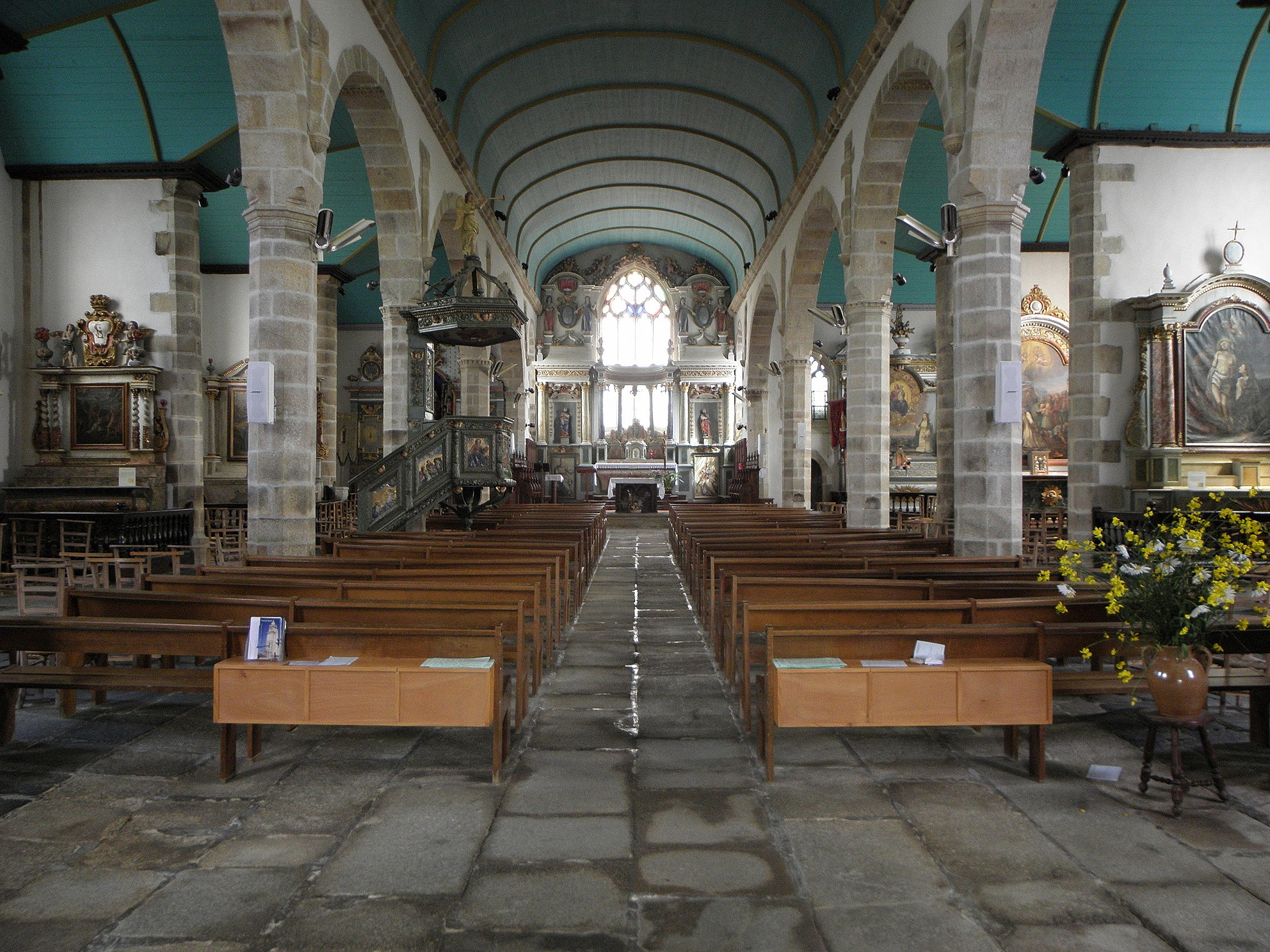
Intérieur de l'église.
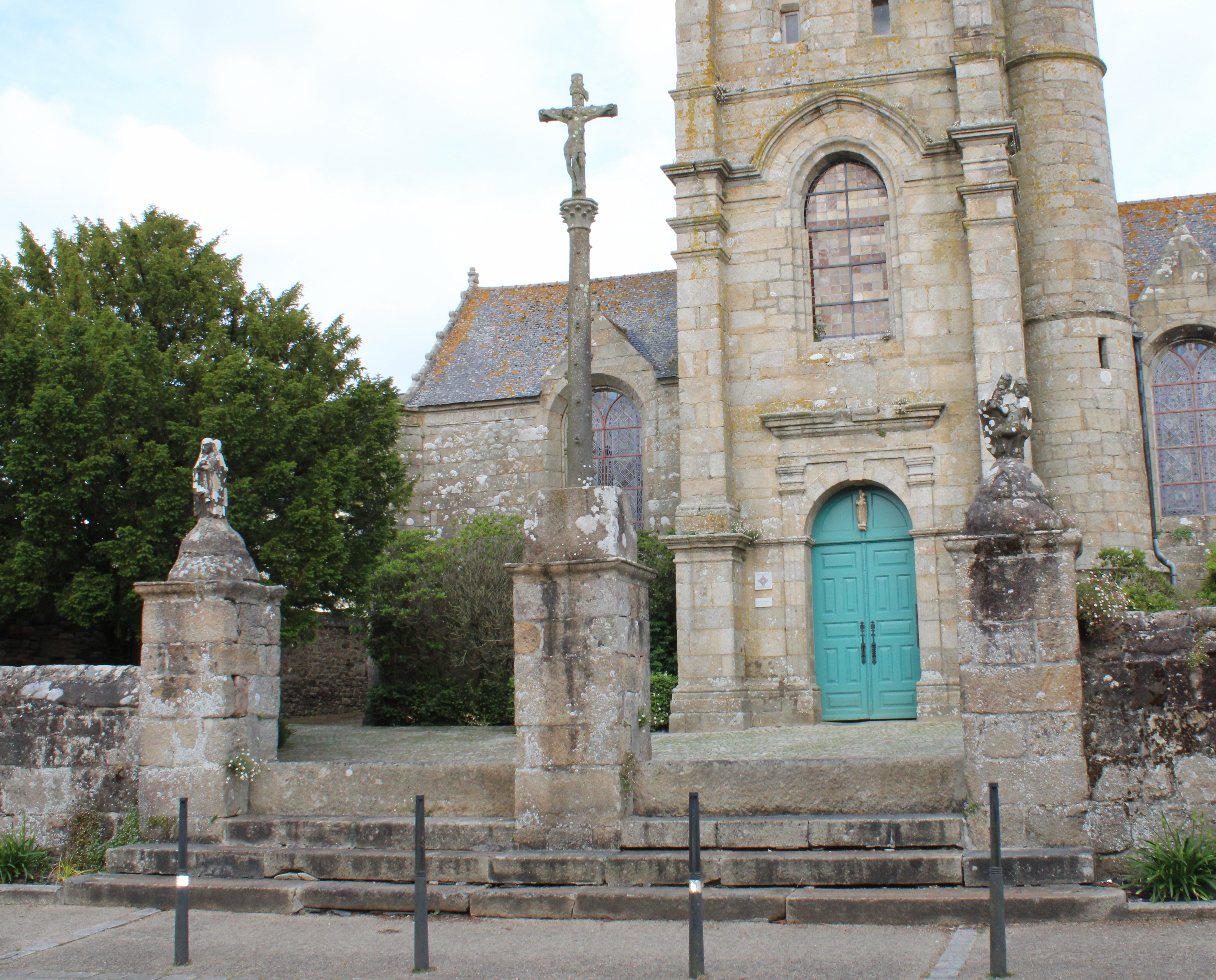
Le calvaire.
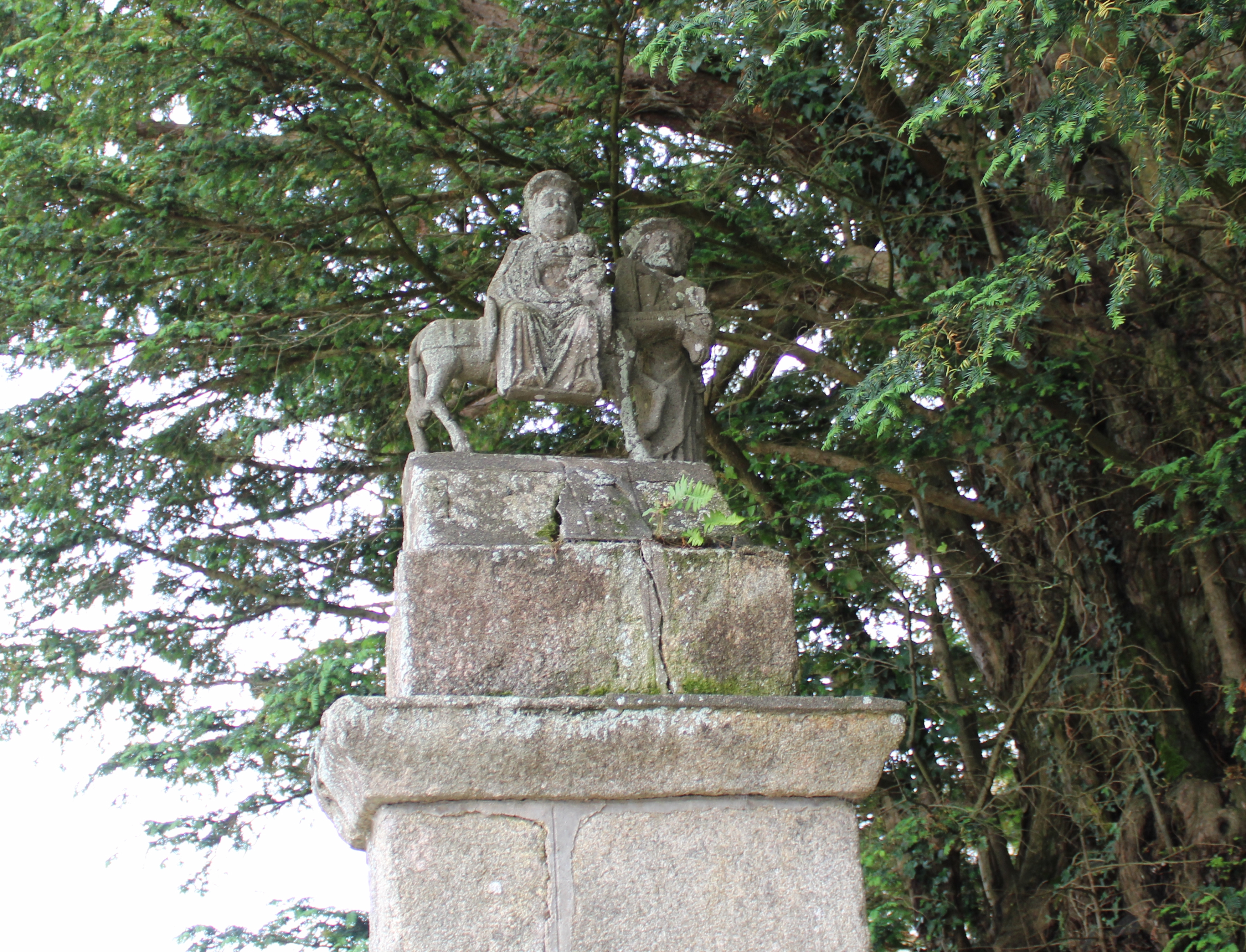
Statue de l'ancien calvaire.
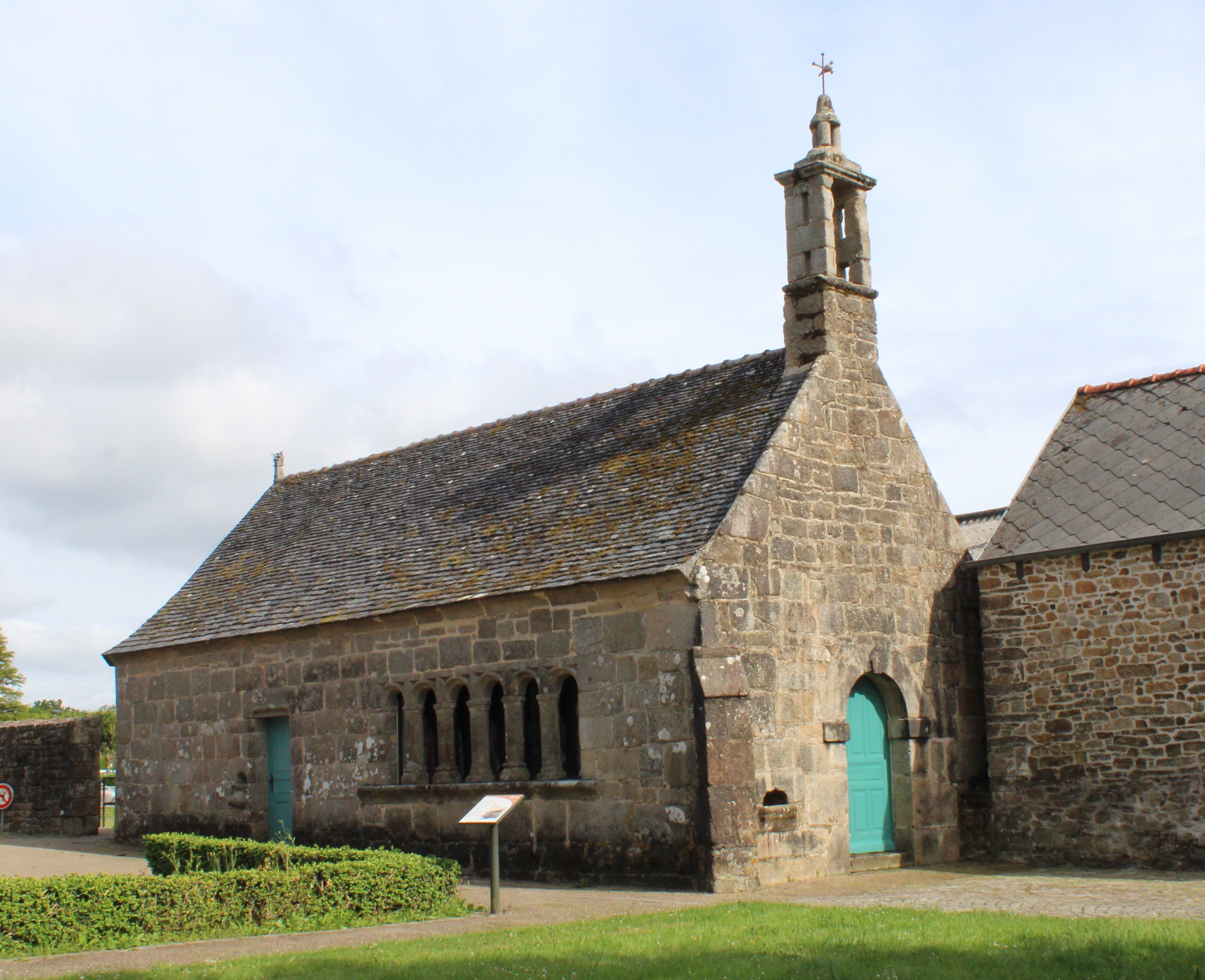
L'ossuaire.